# Gakondoshi
Gakondoshi är ett vattendrag i Burundi.   Det ligger i provinsen Rutana, i den centrala delen av landet, 100 kilometer sydost om huvudstaden Bujumbura.
Omgivningarna runt Gakondoshi är huvudsakligen savann. Runt Gakondoshi är det ganska tätbefolkat, med 100 invånare per kvadratkilometer.